# ラジオ・ニュージーランド
ラジオ・ニュージーランド（Radio New Zealand、略称: RNZ）はニュージーランドの国営ラジオ局。

## 概要
RNZは1925年のラジオ放送会社の設立が起源であり、1995年にラジオニュージーランド法の成立により設立された会社である。2002年民間防衛危機管理法が成立し、「ライフラインユーティリティ」の機能を果たしている。RNZはRNZナショナル、RNZコンサート、AMネットワーク、国際放送RNZパシフィックなどから構成されている。

## チャンネル

### RNZナショナル
RNZナショナルはRNZ基幹局であり、ニュースなどが中心。

### RNZコンサート
RNZコンサートは音楽を中心とした専門局。

### AMネットワーク
AMネットワークはニュージーランド議会中継を行う。

### RNZパシフィック
RNZパシフィックは主に太平洋地域の言語向けの国際放送。以前は日本語放送が実施されていたが廃止された。